# Barques de pêche
Barques de pêche ou Le Port est un tableau réalisé par le peintre français Georges Braque en 1909 à Paris. Cette huile sur toile est un paysage cubiste représentant un port de Normandie, les bateaux de pêche au premier plan. Elle est conservée au musée des Beaux-Arts de Houston, à Houston.